# 八次小学校事件
八次小学校事件（やつぎしょうがっこうじけん）とは、部落解放同盟（解同）が1987年に広島県三次市で起こした教育介入事件。

## 経緯
1987年6月、三次市立八次小学校の6年生のクラスにて、同和地区出身の児童が担任教師に「（誰かが）私にエタ・ヒニン言うちゃった」と告げたことに始まる。「だれが言うちゃったかようわからん。ほんまにわからん。ちがうかもしれん」とその児童は述べたが、同校の同和担当A教諭が「大変な差別事件である」として解同広島県連合会八次支部に報告。
これに対して、同校のB教諭が「まだ発達段階にある子の発言でもあり、差別意識があるとも見えない。まして誰が言ったかわからないことだから、慎重に」と発言したところ、上の同和担当A教諭から暴行を受け、全治2週間の傷を負った。同年8月、A教諭は三次市教育委員会から文書訓告処分を受ける。
同年9月以降、解同はB教諭の処分を要求して解同理事長の子を登校拒否させ、圧力を行使。さらに同校でB教諭を相手取り確認・糾弾会を開いた。
1988年4月になると、解同はB教諭の配転を要求して小学校・中学校・高等学校にわたる同盟休校を断行。これらの圧力を受けて、1988年4月6日、三次市教育委員会はB教諭に研修命令を出し、同教諭を教育現場から追放した。
同じく1988年4月、解同の意を体した三次市が「人権と教育を守る三次市実行委員会」の名で「実行委員会の見解」を発表し、B教諭を指弾。この見解を各公共施設の掲示板に貼ると共に『広報みよし』特集号にも掲載して市内全戸に配布。この見解は『広報じょうげ』にも掲載され、同教諭の住む上下町に配布された。
1988年5月10日、同B教諭は研修命令の取消を求めて広島地方裁判所に提訴。同年7月11日、三次市教育委員会は同B教諭の主張を認めて名誉回復と職場復帰の辞令を出したものの、実際には保護者に宛てて同B教諭の誹謗文書を配布するなど、態度は改まらなかった。
1989年6月19日、同B教諭は三次市と上下町を相手取り、名誉毀損に伴う国家賠償請求訴訟を広島地方裁判所三次支部に提起。
1993年3月29日、同B教諭の請求が全面的に認める判決が出る。三次市に350万円、上下町に50万円の損害賠償を命じる他、同B教諭の名誉回復のため、三次市に謝罪文の掲示を求める内容。解同はこの判決を不服として三次市長に控訴を迫ったが、市長は市議会の反対を受けて上下町と共に控訴を断念。
判決の内容としては、問題の児童の発言について「少なくとも事実関係が曖昧な以上『差別』事件が起ったとみてはならないとする原告の見解」は「健全な良識というべきである」と評価し、『広報みよし』の記事を「極端に一方的立場に偏した虚偽の記事」と非難。また、校長の職務命令による確認・糾弾会への出席について「右職務命令は、著しく妥当性を欠き、明白に違法、無効である」との判断を下した点が注目された。